# Ванесса Фоґт
Ванесса Фоґт (7 жовтня 1997, Шмалькальден) — німецька біатлоністка, олімпійська медалістка. Її найбільшим досягненням є перемога в загальному підсумку Кубка IBU в сезоні 2020/21.

## Сім'я та походження
Ванесса Фоґт родом із Селігенталя. Неподалік від будинку її батьків проживає колишній біатлоніст Свен Фішер. У Ванесси Фоґт є два брати. Її брат-близнюк Кевін Фоґт — фотограф.

## Кар'єра
Ванесса Фоґт почала займатися бігом на лижах у вісім років, а в 2010 році перейшла в спортивну гімназію Обергофа через кращі умови для тренувань. У 2013 році вона зробила перші спроби з біатлонною зброєю, щоб здійснити свою дитячу мрію про біатлон, а також тому, що «просто бігати та рахувати дерева» їй стало надто нудно. Взимку 2015/16 виграла загальний рейтинг Кубка Німеччини у своїй віковій групі.
Ванесса Фоґт регулярно бере участь у Кубку світу з сезону 2021/22. 19 січня 2022 року Німецька олімпійська спортивна конфедерація оголосила, що спортсменка номінована на Зимові Олімпійські ігри 2022 року. 5 лютого 2022 року Фоґт брала участь у своїй першій олімпійській гонці в змішаній естафеті і зайняла 5 місце разом з Деніз Германн, Бенедиктом Доллем і Філіппом Навратом. 7 лютого 2022 року вона посіла 4 місце в індивідуальній гонці на 15 км, поступишись переможниці бронзової медалі Марте Ольсбу-Ройселанд лише на 1,3 секунди. 11 лютого 2022 року вона фінішувала 18 в спринті. У наступній переслідуванні Фоґт посіла 12 місце, ставши найкращою німкенею у цій гонці. Свою першу олімпійську медаль Фоґт здобула в жіночій естафеті 16 лютого 2022 року.

### Зимові Олімпійські ігри
|                                  | Індивідуальні змагання | Індивідуальні змагання | Індивідуальні змагання | Індивідуальні змагання | Естафетні змагання | Естафетні змагання |  |
| Інд. гонка                       | Спринт                 | Переслідування         | Масстарт               | Жіноча естафета        | Змішана естафета   |                    |  |
| Зимові Олімпійські ігри 2022 КНР | 4                      | 18                     | 12                     | 18                     | 3                  | 5                  |  |

## Вебпосилання
- Профіль спортсменки [Архівовано 15 лютого 2022 у Wayback Machine.] Німецького лижного союзу
- Профіль спортсменки [Архівовано 15 лютого 2022 у Wayback Machine.] на zoll.de